# George Yonge

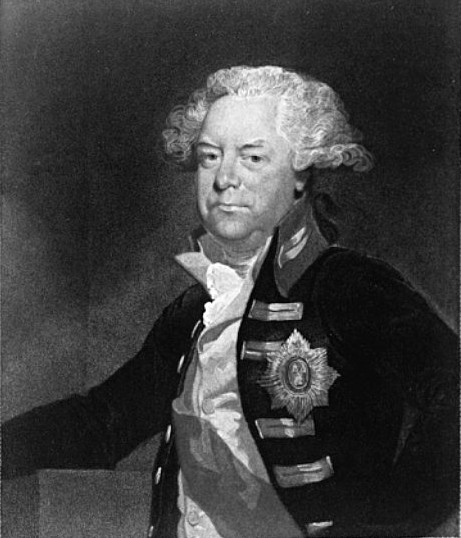
George Yonge.

George Yonge (1731 - 25 de septiembre de 1812) fue en dos ocasiones secretario en Guerra británico (durante los periodos 1782-1783 y 1793-1794). Fue compañero de la Orden del Baño.

## Carrera
También sirvió como miembro del Parlamento británico por el distrito de Honiton entre 1754 y 1761 y entre 1763 y 1796. Fue elegido como miembro del Consejo Privado del Reino Unido en 1782. Fue gobernador de la Colonia del Cabo entre 1799 y 1801.
En la actualidad una de las principales calles de Toronto, Canadá, lleva su nombre (Yonge Street).